# Brejo das Moças
Brejo das Moças é um povoado rural do município brasileiro de Paratinga, no interior do estado da Bahia.
Considerado um dos principais pontos turísticos do município, está dentro do distrito de Águas do Paulista e sua economia é baseada nas atividades turísticas e rurais. A região é repleta de águas naturais termais.
O Brejo das Moças também abriga uma escola pública e datas comemorativas exclusivas, como o dia de Nossa Senhora do Rosário, comemorado em 5 de agosto.